# Nannaria domestica
Nannaria domestica är en mångfotingart som beskrevs av Shelley 1975. Nannaria domestica ingår i släktet Nannaria och familjen Xystodesmidae. Inga underarter finns listade i Catalogue of Life.